# Prainha (São Roque do Pico)

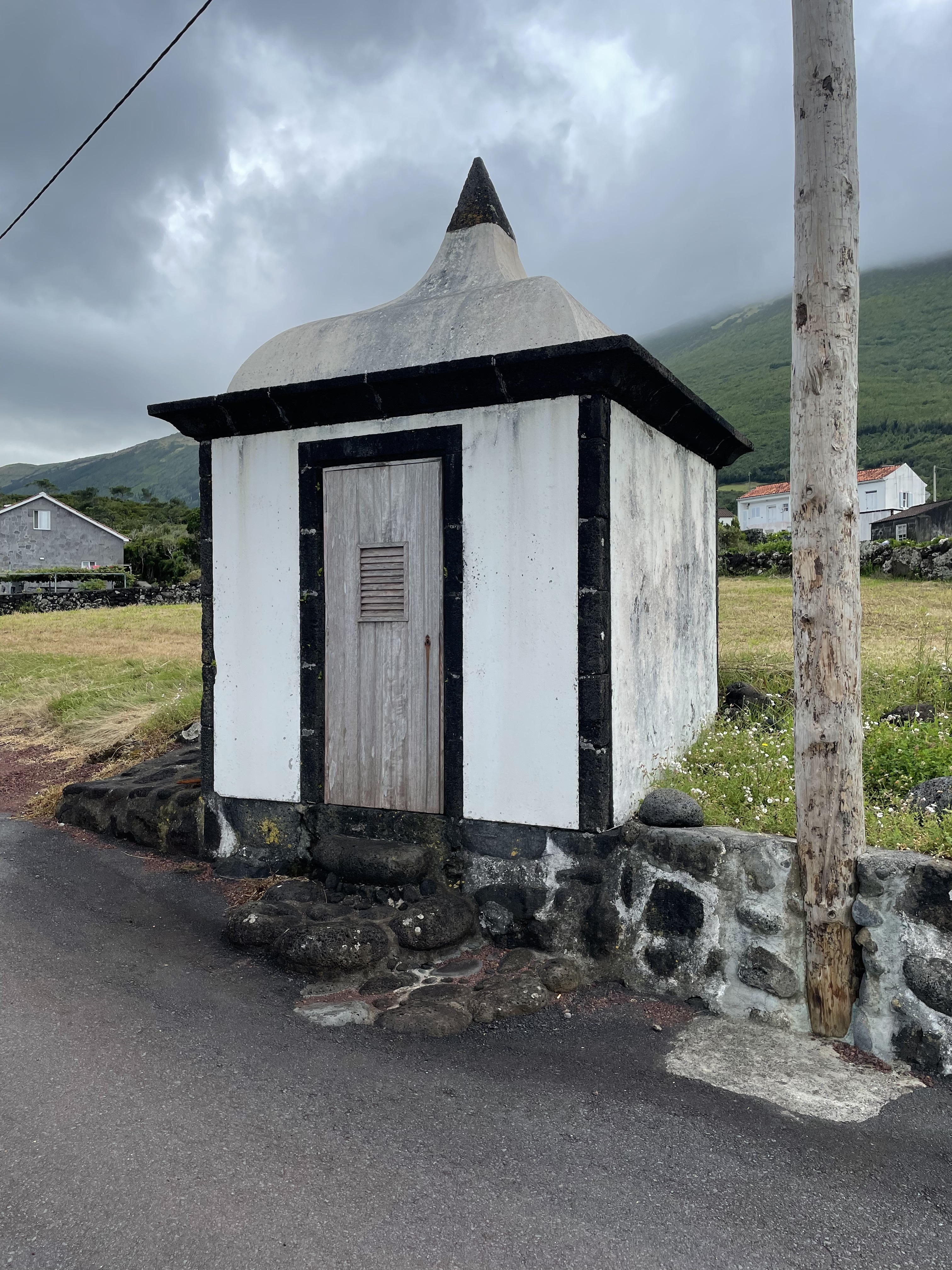
A «casa do fio» do Canto da Areia, antigo posto de amarração do cabo submarino de 1893 que ligava o Pico à ilha Terceira (com amarração na Silveira, arredores de Angra) e à ilha de São Jorge (com amarração nas Velas). É o único posto do primitivo cabo do Grupo Central que se manteve.

Prainha é uma freguesia portuguesa do município de São Roque do Pico, com 27,90 km² de área e 530 habitantes (censo de 2021). A sua densidade populacional é 19 hab./km².

## Demografia
A população registada nos censos foi:
| Distribuição da População por Grupos Etários | Distribuição da População por Grupos Etários | Distribuição da População por Grupos Etários | Distribuição da População por Grupos Etários | Distribuição da População por Grupos Etários |
| -------------------------------------------- | -------------------------------------------- | -------------------------------------------- | -------------------------------------------- | -------------------------------------------- |
| Ano                                          | 0-14 Anos                                    | 15-24 Anos                                   | 25-64 Anos                                   | > 65 Anos                                    |
| 2001                                         | 74                                           | 97                                           | 304                                          | 137                                          |
| 2011                                         | 57                                           | 53                                           | 307                                          | 130                                          |
| 2021                                         | 69                                           | 36                                           | 291                                          | 134                                          |

## Descrição
Esta localidade que conforme afirmam os historiadores é o segundo povoado fundado na costa norte da ilha. A Prainha encontra-se dividida nos lugares Prainha de Cima, Prainha de Baixo e Canto da Areia.
Nesta freguesia localiza-se o Parque Florestal da Prainha, parque de apreciáveis dimensões, e subdividido por várias valências onde se destacam um miradouro, uma zona de merendas, uma zona de diversões, um campo polidesportivo e espaço destinado a acampamento.
Também nesta freguesia é de referir a Baía das Canas, local onde ao longo dos séculos se procedeu ao cultivo da vinha, facto que deu origem a uma paisagem única do seu género. Aqui destacam-se as adegas, os currais da vinha, caminhos e carreiros de acesso feitos com saibro.
De salientar nesta freguesia o Convento dos Frades, estrutura de pequena dimensão localizada no espaço abrangido pela Baía de Canas. Este conjunto constitui-se por uma ermida e um conjunto habitacional que foi usado com carácter sazonalmente, durante a época das vindimas pelos frades das proximidades. Este conjunto compunha-se por um adro, por uma ermida, por um refeitório, por um dormitório, por uma cozinha, por uma retrete e por currais destinados a uso pelo animais.

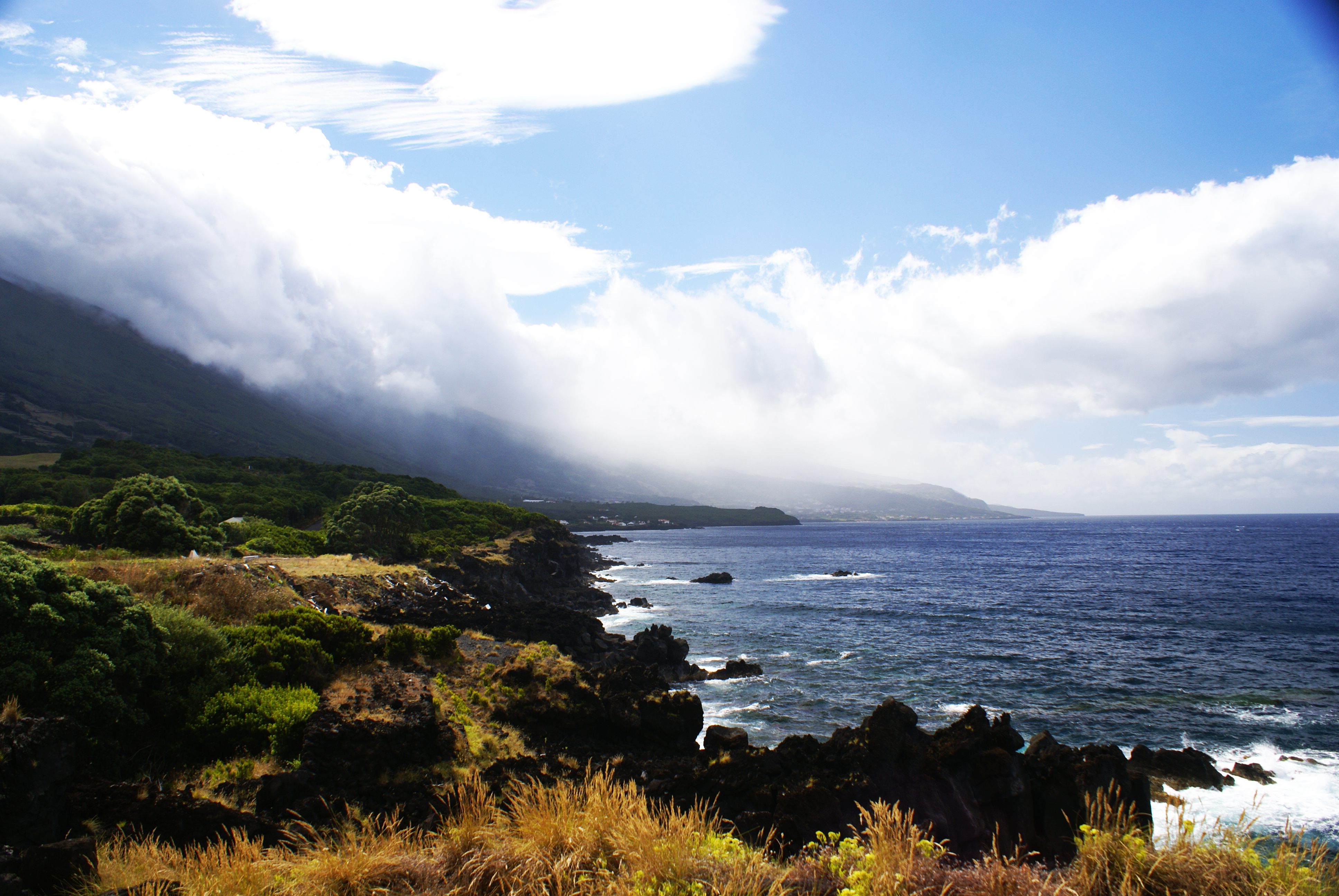
Prainha, vistas.

Em redor deste conjunto habitacional, os terrenos de cultivo da vinha era feito como habitualmente em currais de forma a proteger a vinha das inclemências do clima e do mar. Os carreiros e os caminhos eram pavimentados com pedra de pequena dimensão ou por bagacina.
Na ermida, de planta rectangular, destaca-se na fachada principal um portal e uma cinta elaborada em pedra encimada por um frontão ondulado.
O campanário do templo localiza-se por cima de um vão existente entre o cunhal da ermida e o cunhal do refeitório.
Toda a ermida foi construída em alvenaria cuja pedra foi rebocada e caiada a cor branca. Os rebordos do frontão, cunhais e molduras dos vãos, também são em pedra e encontram-se à vista, e na cor natural da pedra.
Existem, em redor do convento, currais de vinha delimitados por um muro de propriedade.

## Património construído
- Forte da Prainha (São Roque do Pico)
- Igreja de Nossa Senhora da Ajuda
- Império do Divino Espírito Santo da Prainha de Baixo
- Parque Florestal da Prainha
- Ermida de São Pedro
- Paisagem Construída da Baía das Canas
- Porto da Prainha

## Património natural
- Baía das Canas
- Zona de Lazer da Poça Branca